# Эсхинантус
Эсхинантус (лат. Aeschynanthus) — род цветковых растений семейства Геснериевые (Gesneriaceae). Включает, по разным данным, от 80 и до 194 вида. Растения распространены в южной части Азии — Индии, Индокитае, Китае, на островах Малайского архипелага.

## Этимология названия
Название роду дано за оригинальную и необычную форму цветка (от древнегреческого aischyneia — искаженный, и anthos — цветок).

## Ботаническое описание
Представители рода преимущественно лазящие и полукустарники, в основном эпифиты, вечнозелёные. Растения имеют кожистые и мясистые листья, расположенные супротивно. Черешки у листьев короткие. Пазушные либо в верхушечных щитках цветки имеют оранжевую или ярко-красную окраску. Венчик цветка имеет изогнутую трубку, двугубый отгиб.

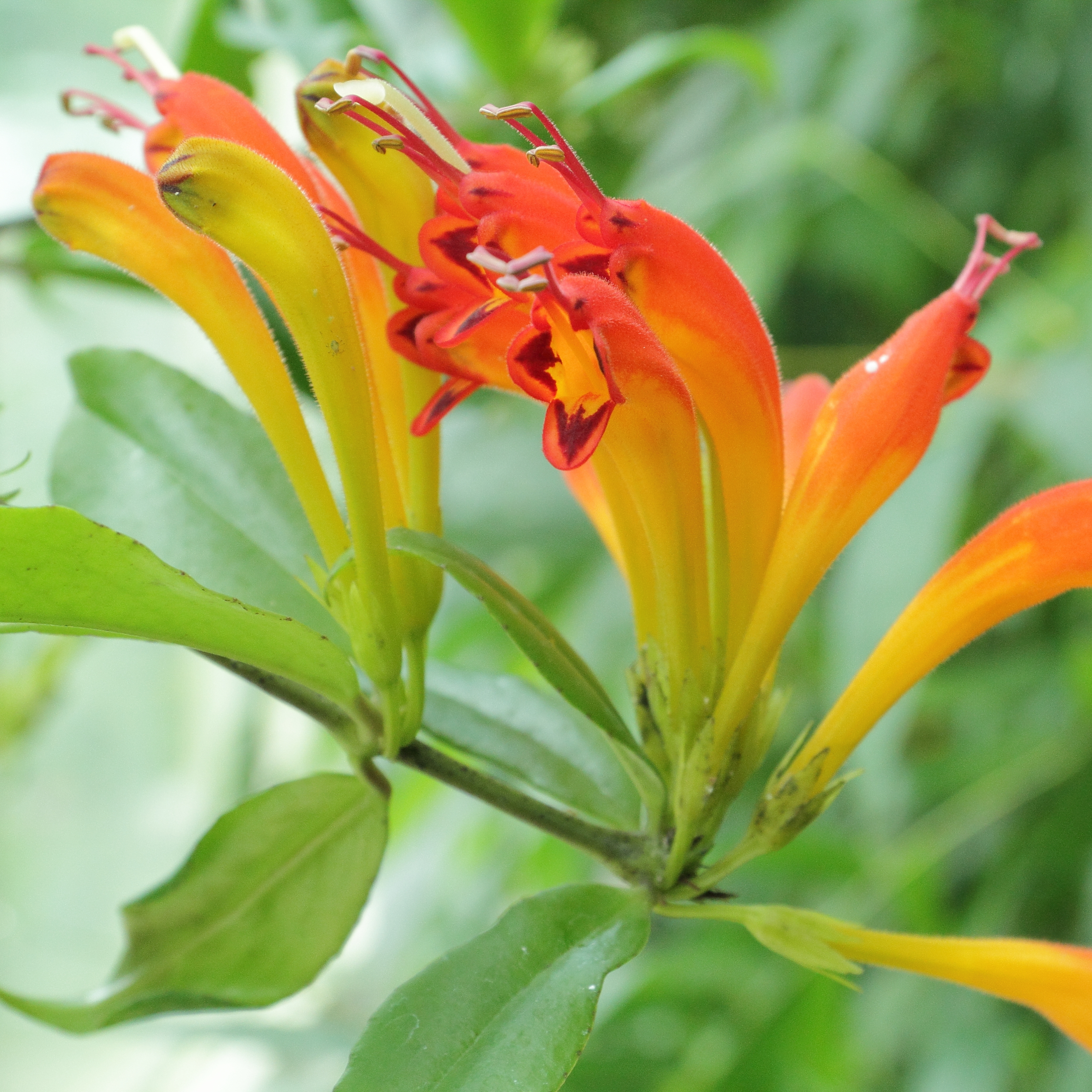
Эсхинантус великолепный (Aeschynanthus speciosus)
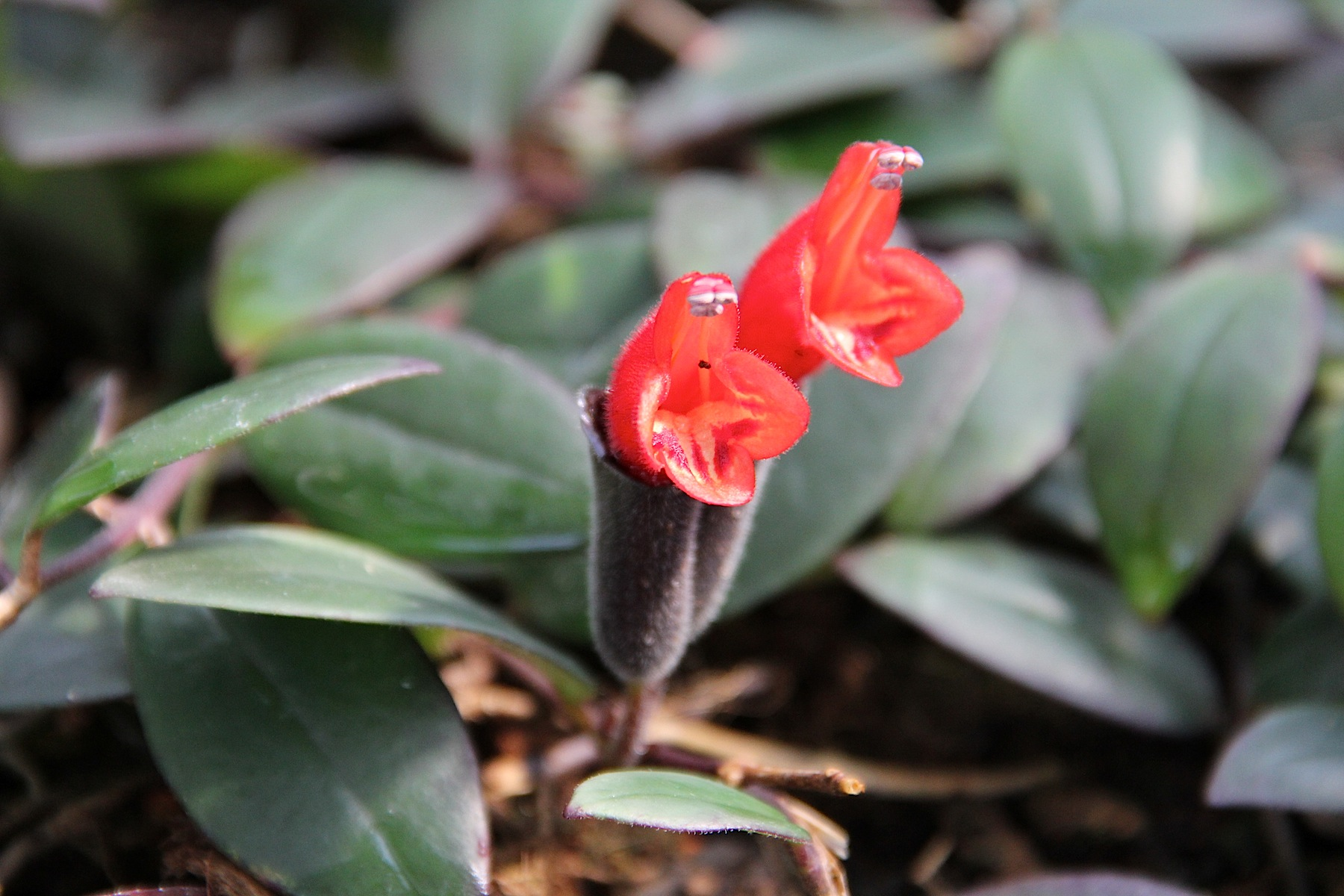
Aeschynanthus lobbianus
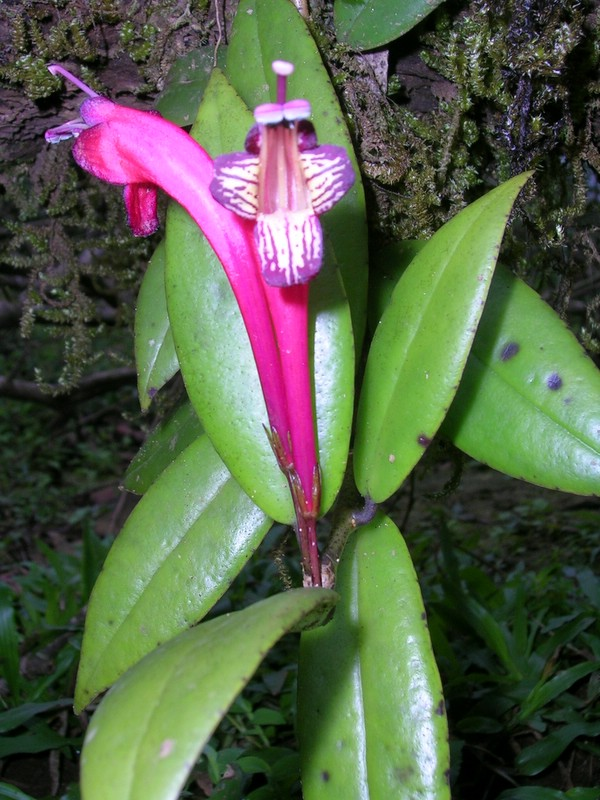
Aeschynanthus perrottetii

## Виды
По информации базы данных The Plant List, род включает 194 вида, некоторые из них:
- Aeschynanthus andersonii C.B.Clarke [syn.  Aeschynanthus hildebrandtii Hemsl. — Эсхинанус Гильдебранда]
- Aeschynanthus longicaulis — Эсхинантус длинностебельный [syn.  Aeschynanthus marmoratus Wall. ex R.Br.]
- Aeschynanthus obconicus C.B.Clarke — Эсхинантус обратноконический
- Aeschynanthus parvifolius R.Br. [syn.  Aeschynanthus lobbianus Hook. — Эсхинантус Лобба]
- Aeschynanthus pulcher G.Don — Эсхинантус красивый
- Aeschynanthus radicans Wall. — Эсхинантус укореняющийся
- Aeschynanthus speciosus Hook. — Эсхинантус великолепный, или Эсхинантус прекрасный. Этот вид является наиболее распространённым в культуре
- Aeschynanthus tricolor Hook. — Эсхинантус трёхцветный

## Агротехника встречающихся в культуре видов
Ряд видов эсхинантуса имеет большое декоративное значение как растения, имеющие оригинальную листву и очень эффектные цветы, отлично подходящие для ампельного выращивания. При выращивании эсхинантуса в комнатных условиях следует обращать внимание на соблюдение основных правил ухода — размещать не на ярком солнце, в постоянно отапливаемом помещении, следить за влажностью субстрата. Растения хорошо размножаются черенками.